# Chouméri (Héraklion)
Pour les articles homonymes, voir Chouméri.
Chouméri, en grec moderne : Χουμέρι, est un village du dème de Minóa Pediáda, en Crète, en Grèce. Selon le recensement de 2011, la population de Chouméri compte 97 habitants. Il est situé à une altitude de 440 m, à 31 km de Héraklion et à 3 km d'Arkalochóri.